# Liechtenstein a 2016. évi nyári olimpiai játékokon
Liechtenstein a brazíliai Rio de Janeiróban megrendezett 2016. évi nyári olimpiai játékok egyik részt vevő nemzete volt. Az országot az olimpián 2 sportágban 3 sportoló képviselte, akik érmet nem szereztek.

## Tenisz
Női
| Versenyző      | Versenyszám | 64-es főtábla                  | 32-es főtábla     | Nyolcaddöntő      | Negyeddöntő       | Elődöntő          | Bronz- mérkőzés   | Döntő             | Helyezés |
| Versenyző      | Versenyszám | Ellenfél Eredmény              | Ellenfél Eredmény | Ellenfél Eredmény | Ellenfél Eredmény | Ellenfél Eredmény | Ellenfél Eredmény | Ellenfél Eredmény | Helyezés |
| -------------- | ----------- | ------------------------------ | ----------------- | ----------------- | ----------------- | ----------------- | ----------------- | ----------------- | -------- |
| Stephanie Vogt | Egyes       | Konta Johanna (GBR) · 3-6, 1-6 | kiesett           | kiesett           | kiesett           | kiesett           | kiesett           | kiesett           | 33.      |

## Úszás
Férfi
| Versenyző       | Versenyszám  | Előfutam | Előfutam | Előfutam | Döntő   | Döntő    |
| Versenyző       | Versenyszám  | Idő      | Hely.    | Össz.    | Idő     | Helyezés |
| --------------- | ------------ | -------- | -------- | -------- | ------- | -------- |
| Christoph Meier | 400 m vegyes | 4:19,19  | 1.       | 22.      | kiesett | kiesett  |

Női
| Versenyző     | Versenyszám | Előfutam | Előfutam | Előfutam | Döntő   | Döntő    |
| Versenyző     | Versenyszám | Idő      | Hely.    | Össz.    | Idő     | Helyezés |
| ------------- | ----------- | -------- | -------- | -------- | ------- | -------- |
| Julia Hassler | 800 m gyors | 8:38,19  | 2.       | 21.      | kiesett | kiesett  |